# Фащевка (Смоленская область)
Фащевка — деревня в Монастырщинском районе Смоленской области России. Входит в состав Гоголевского сельского поселения. Население — 4 жителя (2013 год). 
Расположена в западной части области в 18 км к югу от Монастырщины, в 43 км западнее автодороги А141 Орёл — Витебск. В 48 км восточнее деревни расположена железнодорожная станция Васьково на линии Смоленск — Рославль.

## История
В годы Великой Отечественной войны деревня была оккупирована гитлеровскими войсками в июле 1941 года, освобождена в сентябре 1943 года.